# Пионтек, Георгий Владимирович
Гео́ргий Влади́мирович Пио́нтек  (10 марта 1928, Ленинград — 2 июня 2005, Санкт-Петербург) — архитектор-художник, культуролог, этнолог.

## Биография
Окончил Института живописи, скульптуры и архитектуры имени И. Е. Репина (1958). Участвовал в разработке проекта восстановления Нижнего Парка Петергофа, затем работал в Гипротеатре, реставрационной мастерской, Леноблпроекте, ЛенЗНИЭПе, Художественном фонде РСФСР, проектно-архитектурных и художественно-производственных учреждениях. Создатель и руководитель (1995—2005 гг.) Научно-исследовательского и культурно-просветительского центра «Человек и Среда» -  подразделения Санкт-Петербургского союза учёных.
Основное направление деятельности — ландшафтно-парковая архитектура и музеи под открытым небом. Автор ряда крупных проектов (лишь некоторые из которых были осуществлены), таких как Парк Мечта (Чорбог Умид) под Шахрисабзом, Усть-Тосненский комплексный заказник с военно-историческим музеем «Ивановский пятачок», национальный парк-музей под открытым небом «Торум-Маа» под Ханты-Мансийском, реставрации парка Дубки в Сестрорецке и др. Один из создателей Зелёного пояса Славы Ленинграда. Г. В. Пионтеку принадлежит также инициатива и основная часть разработки проекта Дома-Музея Ф. М. Достоевского в Ленинграде (Санкт-Петербурге).
Человек широких познаний и чрезвычайно разносторонних интересов, Г. В. Пионтек стремился к синтезу различных национальных культур, который мыслил как реализацию универсальной культуры единого (планетарного) этногеобиоценоза человечества. Осуществляемый даже лишь на уровне художественного творчества, такой синтез, по мысли Г. В. Пионтека, был бы в состоянии эффективно содействовать разрешению трагических противоречий и конфликтов современности, оказывать умиротворяющее и примиряющее воздействие. Воплощение эти идеи нашли в разработке проекта Национального (международного) парка-музея под открытым небом «Человек и среда». Этот проект был призван демонстрировать многообразие и историческое развитие культур, религий, быта, ремесел, искусств, достижений науки и техники населявших территорию Советского Союза народов. В процессе многолетней работы Г. В. Пионтеком практически в одиночку был подготовлен огромный предметный и иллюстративный материал, организован и проведён ряд выставок, докладов и конференций с целью ознакомления с проектом широкой общественности. Проект Парка-музея «Человек и среда», получивший признание и высокую оценку отечественных и зарубежных учёных-специалистов и деятелей культуры, был включён в Генеральный План развития Санкт-Петербурга и Ленинградской области до 2005 г., но так и не был воплощён в жизнь, хотя под его реализацию уже была отведена территория (около 3600 га) на правом берегу Невы под Санкт-Петербургом.
В этнологии Г. В. Пионтек отстаивал концепцию тесной связи и взаимопроникновения географических и биологических особенностей региона и характера культурного и исторического развития этноса (ввёл в научный обиход термины этногеобиоценоз и планетарный этногеобиоценоз).
Член Санкт-Петербургского союза учёных , член Русского географического общества, член Союза художников Санкт-Петербурга, член Ассоциации искусствоведов Санкт-Петербурга. Участник Союза левых интернационалистов (Интерсоюза).
Жена — филолог Анпеткова-Шарова, Гаяна Галустовна.
Похоронен на Южном кладбище.

## Публикации
- Селение Эльтюбю как потенциальный музей балкарского народного зодчества на открытом воздухе. Учёные записки Института живописи, скульптуры и архитектуры им. И. Е. Репина. Т. I. Сер. «Архитектура». Вып. 1. Л., 1961. С. 102—110.
- Культура народов Востока. Восточная комиссия Географического об-ва СССР. Страны и народы Востока. Вып. 3. География, этнография, история. М., 1964. С. 175—181.
- Значение топонимики для объяснения некоторых архитектурных и планировочных особенностей селения-музея Эльтюбю в Балкарии. Географическое общество СССР. Всесоюзная конференция по топонимике СССР. 28 января—2 февраля 1965 г. Тезисы докладов и сообщений. Л., 1965. С. 172—173.
- Типы этнопарков и музеев на открытом воздухе и их организация в республиках Советского Востока. Доклады Восточной комиссии Географического об-ва СССР. Вып. 1 (2). Л., 1965. С. 94—103.
- Оздоровительные функции музеев на лоне природы. АН СССР. Географическое об-во СССР. Второе научное совещание по проблемам медицинской географии. 23—27 ноября 1965 г. Тезисы докладов и сообщений. Вып. 2. Л., 1965. С. 95—97.
- Некоторые предложения по организации маршрутов по музеям на открытом воздухе. Доклады Восточной комиссии Географического об-ва СССР. Вып. 3. Л., 1966. С. 72—83.
- Что имеем не храним, потерявши — плачем. Журнал «Санкт-Петербургский университет». № 16-17 (3483-3484), 29.06.1998.
- Удивись, узнай, запомни! (совм. с Г. Г. Анпетковой-Шаровой). Канадский колледж: К 5-летию основания: сб. ст. СПб.: Изд-во С.-Петерб. Ун-та, 2000. С. 162—168.
- Георгий Пионтек. Человек и среда (сост. В. К. Кузнецов, А. Н. Тулякова, Н. В. Шварц). СПб., 2017.